# Münnerstadt

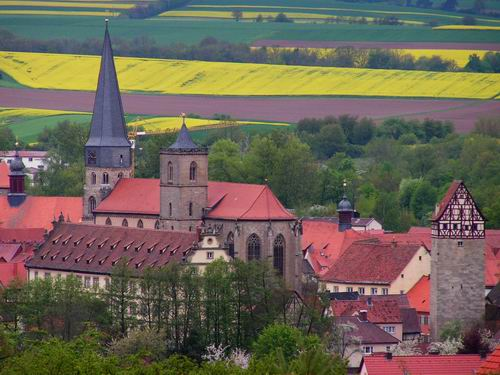
Münnerstadt mit Pfarrkirche, Zehntscheune (links) und Jörgentor (rechts)

Münnerstadt ist eine Stadt im unterfränkischen Landkreis Bad Kissingen.

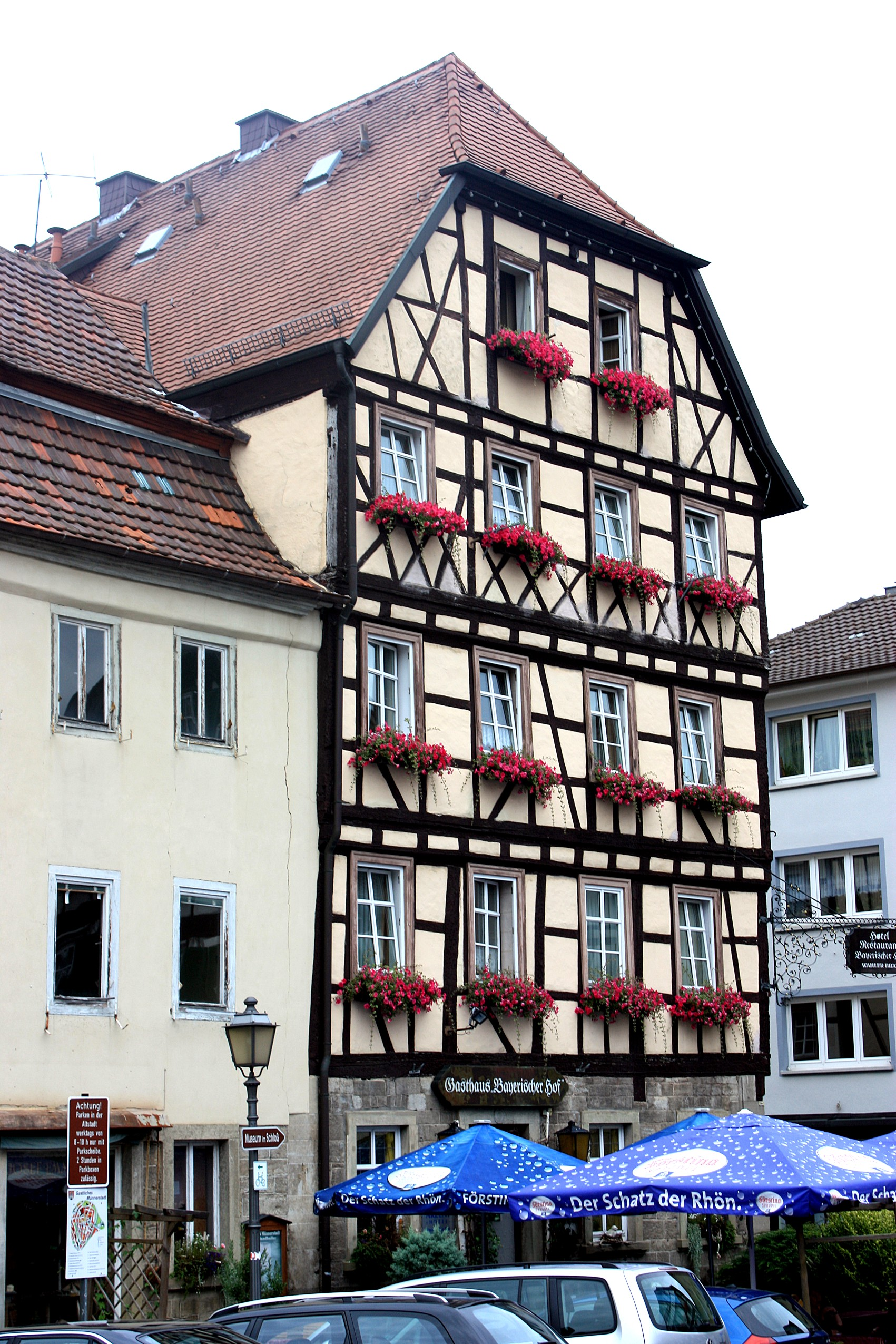
Marktplatz mit Hotel Bayerischer Hof

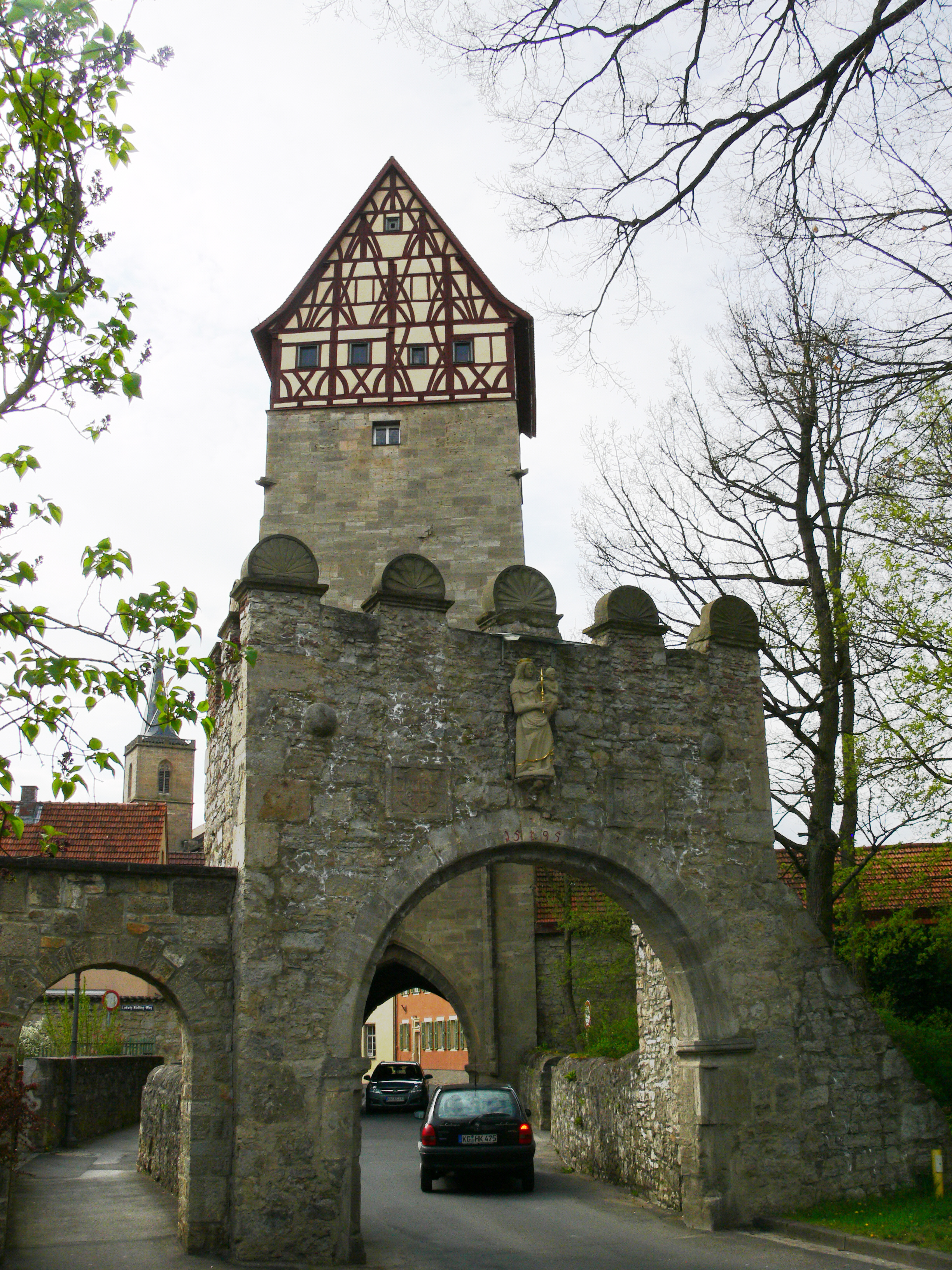
Jörgentor (um 1348) mit Vortor

## Geografie

### Geografische Lage und Geologie
Die Stadt befindet sich 23 km nördlich des Oberzentrums Schweinfurt und ist im Westen von Schindberg und Michelsberg, im Süden vom Karlsberg und im Osten von der Zent umgeben. Im Norden öffnet sich das weite Lauertal.
Die Stadt liegt an der Muschelkalk-Schichtstufe, die dort in der südlichen Vorrhön ungefähr in nordnordöstlicher Richtung verläuft. Diese Schichtstufe wird im Münnerstädter Stadtgebiet von der Lauer durchbrochen, die weiter östlich bei Oberlauringen im Gebiet der Keuper-Sandstein-Schichtstufe (siehe auch Hassberge) bzw. Gips-Keuper-Hochfläche entspringt und einige Kilometer flussabwärts von Münnerstadt bei Niederlauer in die Fränkische Saale mündet.
Gegen Nordwesten schließt sich die Buntsandstein-Hochfläche mit den Tälern der Fränkischen Saale und ihrer Nebenflüsse. Die Muschelkalkhochfläche erstreckt sich südöstlich von Münnerstadt, wo sie im Osten/Südosten in die Gips-Keuper-Hochfläche übergeht, die wiederum von der Keuper-Sandstein-Schichtstufe begrenzt wird.
Kalkhaltige, oft recht fruchtbare Bodentypen in der Umgebung Münnerstadts sind die Folge dieser geologischen Verhältnisse. Die Böden sind vor allem lehmige Auenböden in der Talfüllung, Parabraunerden auf der Muschelkalk-Hochfläche, geringmächtige, steinige Rendzinen an den Steilhängen dieser Schichtstufe und Braunerden in den nordwestlichen Bereichen, in denen Buntsandstein ansteht.
Die lokale Geologie ist auch verantwortlich dafür, dass sich dort eines der bedeutendsten Grundwasservorkommen Nordbayerns befindet. Dies ist nur scheinbar ein Gegensatz zu den Trockentälern der Umgebung (Maital, Michelsgrund, Goldgrund etc.) und den verbreiteten Trockenbiotopen (Wacholderheiden, Magerrasen), die sich auf den geringmächtigen trockenen Hangböden entwickelt haben.

### Nachbargemeinden
- Burglauer
- Strahlungen
- Bad Bocklet
- Nüdlingen
- Poppenlauer-Maßbach
- Thundorf
- Großbardorf

### Gemeindegliederung
Es gibt 19 Gemeindeteile (in Klammern ist der Siedlungstyp angegeben):
- Althausen (Kirchdorf)
- Bordiansmühle (Einöde)
- Brünn (Kirchdorf)
- Burghausen (Kirchdorf)
- Fridritt (Kirchdorf)
- Großwenkheim (Pfarrdorf)
- Kleinwenkheim (Pfarrdorf)
- Maria Bildhausen (Kloster)
- Münnerstadt (Hauptort)
- Reichenbach (Kirchdorf)
- Reichenbachermühle (Einöde)
- Rindhof (Einöde)
- Seubrigshausen (Pfarrdorf)
- Spitalmühle (Einöde)
- Thalkapelle (Kapelle)
- Wambergsmühle (Einöde)
- Wannigsmühle (Einöde)
- Wermerichshausen (Pfarrdorf)
- Windheim (Kirchdorf)

### Einwohnerzahlen der Kernstadt und der Gemeindeteile
- Münnerstadt (Kernstadt) (3705 Einwohner)
- Althausen (296 Einwohner)
- Brünn (152 Einwohner)
- Burghausen (294 Einwohner)
- Fridritt (220 Einwohner)
- Großwenkheim (725 Einwohner)
- Kleinwenkheim mit Kloster Maria Bildhausen (500 Einwohner)
- Reichenbach (708 Einwohner)
- Seubrigshausen (500 Einwohner)
- Wermerichshausen (227 Einwohner)
- Windheim (343 Einwohner)

Stand der Einwohnerzahlen: November 2013
Quelle: Stadtverwaltung Münnerstadt

## Geschichte

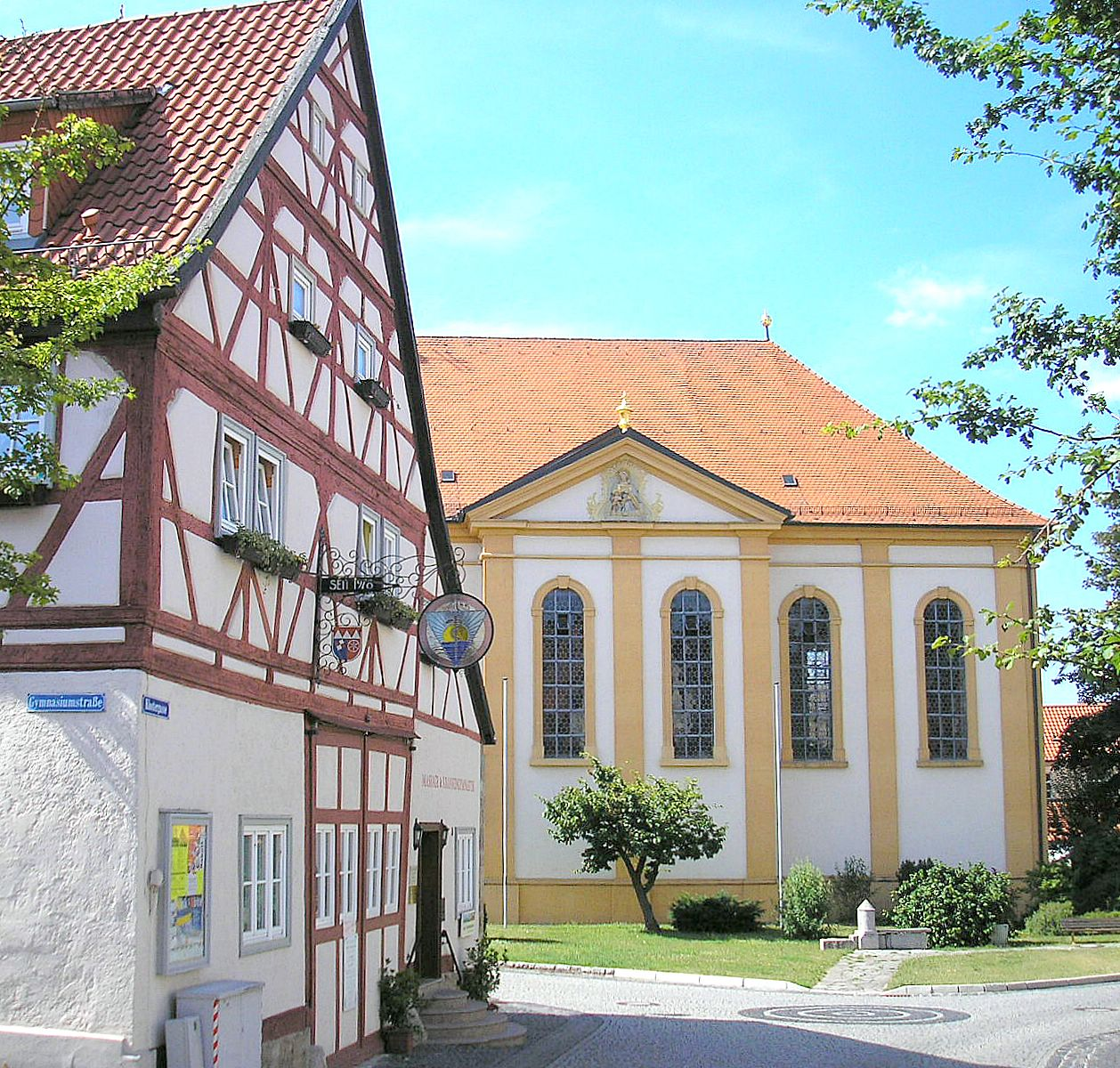
Klosterkirche St. Michael und saniertes Fachwerkhaus

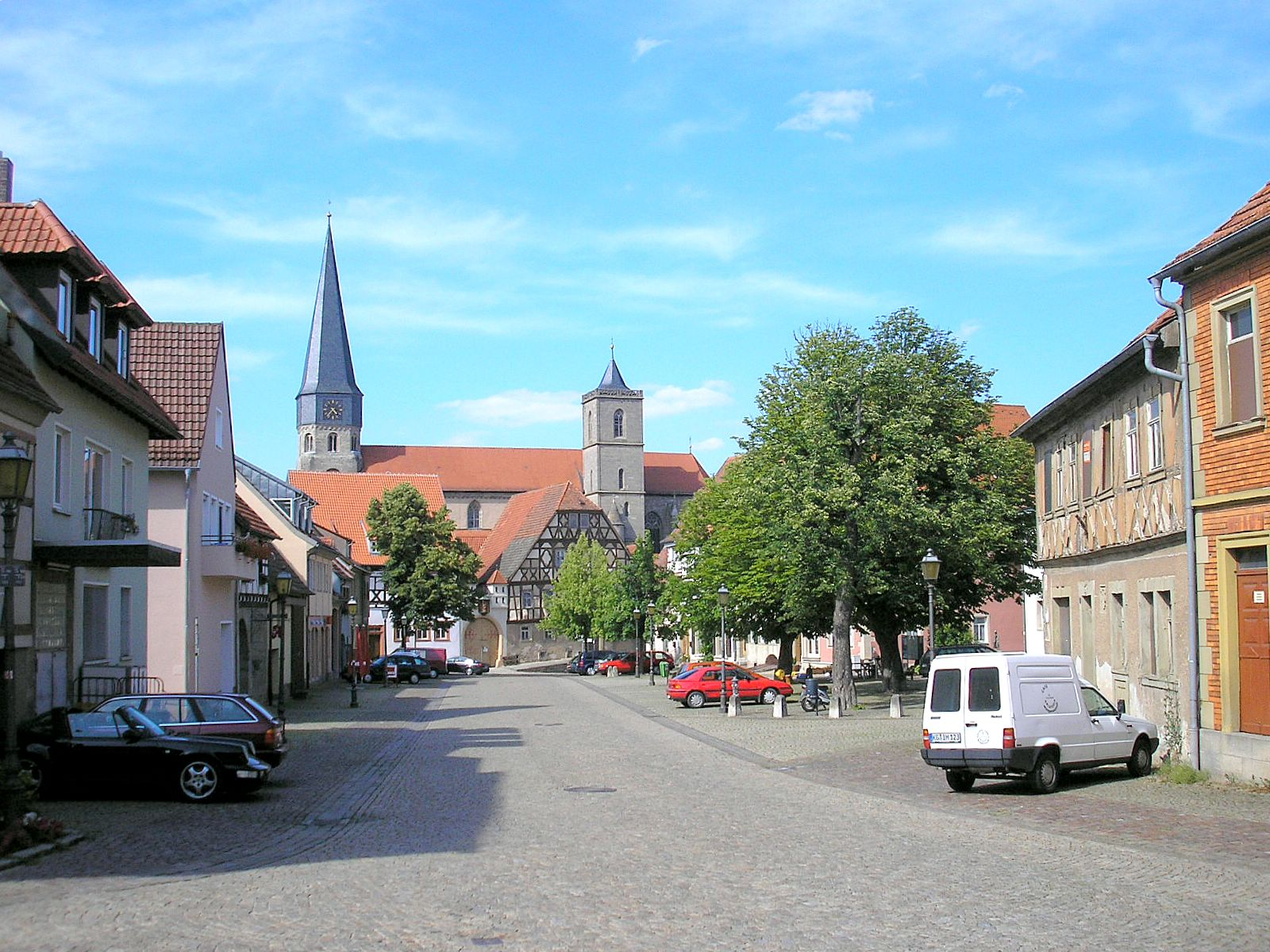
Der Anger, Blick nach Osten zur Stadtpfarrkirche Maria Magdalena

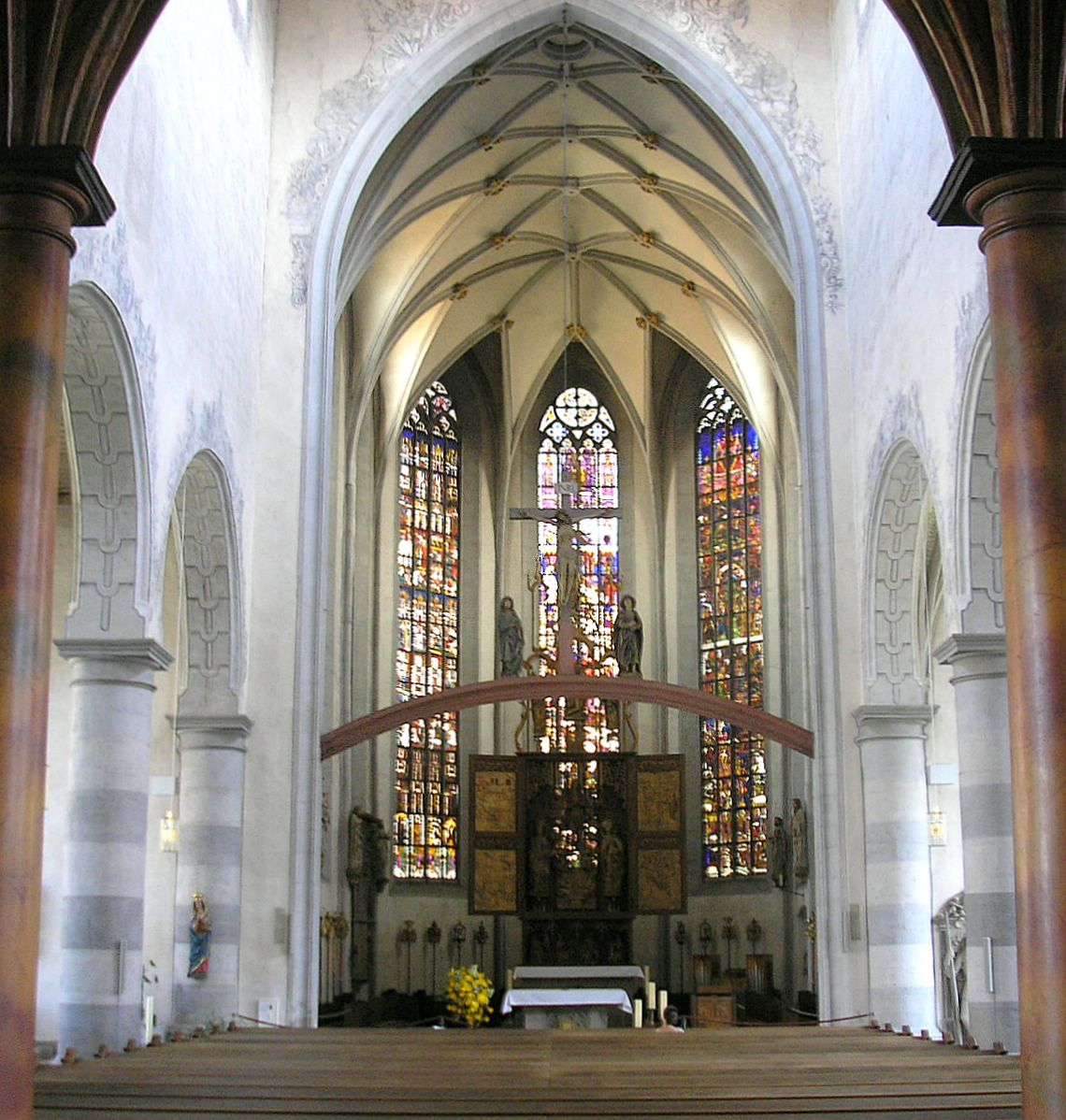
Mittelschiff und Chor der Stadtpfarrkirche

### 4500 bis 450 v. Chr.
Das Gebiet der heutigen Stadt Münnerstadt ist uraltes Siedlungsgebiet. Reiche Funde aus der Jungsteinzeit (4500–2100 v. Chr.) bis zur Hallstattzeit (ab 750 v. Chr.) beweisen, dass schon vor Jahrtausenden Menschen dort Wälder rodeten, Felder bestellten und Handel trieben. Gerade im östlichen Stadtgebiet, im Umfeld der Stadtteile Großwenkheim, Maria Bildhausen und Althausen, bearbeiteten die keltischen Siedler die fruchtbaren Böden des beginnenden Grabfeldes.

### 8. bis 11. Jahrhundert
Die Thüringer, nach ihnen die Franken, drängten nach Christi Geburt in den Raum um Münnerstadt. Sie nutzten den Michelsberg östlich von Münnerstadt als Fliehburg für die umwohnende Bevölkerung in Zeiten der Gefahr. Diese Grapfeldonoburg (die Hauptvolksburg der Grabfeldgaubewohner) dürfte im 5. Jahrhundert entstanden sein und mit ihr ein Dorf zu ihren Füßen an der Lauer. Am 28. Dezember 770 vermachten Egi und Sigihilt ihren Gesamtbesitz (auch Weingärten) zu Munirihestat dem Kloster Fulda; dies war auch die erste urkundliche Erwähnung der Stadt. Aus den etwas über 100 Jahren zwischen 770 und 876 gibt es 18 Urkunden, die Münnerstadt nennen. Dies belegt, dass der Ort in karolingischer Zeit große Bedeutung besaß. Die älteste archivalisch nachweisbare Gaugerichtsverhandlung in ganz Ostfranken fand am 3. Mai 800 in Münnerstadt statt.

### 12. bis 18. Jahrhundert
1156 stiftete Hermann von Stahleck das bedeutende Zisterzienserkloster Bildhausen im östlichen Stadtgebiet. Die Grafen von Henneberg mehrten ihren Besitz im Raum Münnerstadt. Im 12. Jahrhundert errichteten sie am Zusammenfluss von Lauer und Talbach eine Talburg. Die Bewohner des alten Ortes Münnerstadt verließen ihre wenig geschützten Häuser und siedelten sich im Schatten der Burg an. Um das Jahr 1230 entwickelte sich die befestigte Stadt (oppidum) Münnerstadt mit Stadtmauer (erwähnt 1251) und vier Stadttoren, Markt (1272), Stadtgericht, Stadtrat (1279) und Stadtsiegel (1287). Handel und Handwerk blühten auf. Das Münnerstädter Getreidemaß galt in 38 Orten des nördlichen Unterfrankens. Um 1231 übernahm der Deutsche Orden die Pfarrei Münnerstadt. Bei der „Hennebergischen Hauptteilung“ im Jahr 1274 kam die halbe Stadt an die Grafschaft Henneberg-Hartenberg, welche diesen Anteil 1371 an die Linie Henneberg-Aschach verkaufte. Die andere Hälfte kam nach 1315 als Teil der Neuen Herrschaft Henneberg an die Linie Henneberg-Schleusingen. 1279 gründeten die Augustiner auf Wunsch der Bürger ein Kloster in der Stadt. Im Jahr 1340 ist ein mittelalterliches Leprosorium nachweisbar, das „vor der Stadt“ lag.
Die Grafen von Henneberg förderten Handel und Handwerk. Durch ihren Einfluss verlieh Kaiser Ludwig der Bayer am 3. Juli 1335 dem blühenden Ort das Stadtrecht. Die wehrhafte Stadt wurde zu ihrem wichtigen Stützpunkt gegen die mächtigen Würzburger Fürstbischöfe. Erbschaft und finanzielle Probleme ermöglichten es den geistlichen Herren, ab 1354 den Anteil der Stadt, welcher der Linie Henneberg-Schleusingen gehörte, in ihren Besitz zu bringen. Die Bürger wollten die Herrschaft beider Stadtherren abschütteln und reichsfrei werden. Ein Aufstand scheiterte, eine neue Stadtordnung regelte ab 1385 das Leben innerhalb der Mauern. 1434 erwarben die Grafen von Henneberg-Aschach die Pfandschaft über die würzburgische Hälfte der Stadt. Durch eine Erbteilung der Grafschaft Henneberg-Aschach im Jahr 1468 gelangte Münnerstadt an Graf Otto III. von Henneberg-Aschach († 1502). 1483 versuchte der Würzburger Bischof, seinen verpfändeten Anteil an der Stadt wieder auszulösen. Dies gelang erst um 1490. Die hennebergische Hälfte gelangte in der Folgezeit an Ottos Neffen, Graf Hermann VIII. von Henneberg–Aschach († 1535), dem Erben des „Römhilder Teils“ der Grafschaft Henneberg-Aschach.
34 Urpfarreien zwischen Rhön und Frankenwald gehörten zum Archidiakonat Münnerstadt. Einmal im Jahr trafen sich die Geistlichen in der mächtigen Pfarrkirche zu Münnerstadt. Die Handwerker schlossen sich zu 24 Zünften zusammen. Die wohlhabenden Bürger („Münnerstadt hat’s Geld“) beauftragten selbstbewusst bedeutende Künstler mit der Ausgestaltung ihrer Kirche. 1492 errichtete Tilman Riemenschneider dort seinen ersten großen Flügelaltar, ein bedeutendes Werk der Gotik. 1504 bemalte der berühmte Veit Stoß diesen Altar und fertigte die vier Tafelbilder der Kilianslegende.
Die Gedanken des Wittenberger Augustinermönchs Martin Luther fielen bei den Bauern und Bürgern auf fruchtbaren Boden. Gegen den mächtigen Abt von Maria Bildhausen rotteten sie sich zusammen und brannten 1525 das Kloster nieder. Doch der Aufstand des Bildhäuser Haufens brach wie der gesamte Bauernkrieg unter den harten Schlägen der Fürsten rasch zusammen. Das Jahr 1552 brachte viel Veränderung mit sich: Der erste evangelische Pfarrer zog in die Pfarrkirche ein, die Augustiner mussten die Stadt verlassen, die Söldner des Ansbacher Markgrafen brandschatzten Teile der Stadt.
Die Söhne von Hermann VIII., Berthold XVI. († 1549) und Albrecht († 1549) teilten sich im Jahr 1532 das Erbe. Dabei kam ein Viertel von Münnerstadt an Berthold XVI. von Henneberg–Römhild. Dieser verkaufte 1548 den Anteil an seine Schwäger, die Grafen von Mansfeld und diese 1552 an Würzburg. Das andere Viertel von Münnerstadt kam 1532 an Albrecht von Henneberg–Schwarza. Mit dessen Tod im Jahr 1549 erlosch die Linie Henneberg-Schwarza. Dabei stand dieses Viertel von Münnerstadt als Erbe den Grafen zu Stolberg zu. Jedoch ergriffen die Grafen von Henneberg-Schleusingen davon Besitz, wodurch dieser Anteil gemäß dem Kahlaer Vertrag nach dem Aussterben der Henneberger 1583 unter gemeinsame sächsische Verwaltung fiel.
Fürstbischof Julius Echter von Mespelbrunn erwarb 1585 durch den Schleusinger Vertrag den Teil der Stadt, der noch nicht den geistlichen Herren aus Würzburg gehört hatte. Als Stadtherr führte er die Gegenreformation in „seiner“ Stadt durch. Etwa 400 Protestanten mussten die Stadt verlassen. Es waren vorrangig Handwerker, die Münnerstadt den Rücken kehrten. Die Kirche wurde aufwendig umgestaltet. Ein Gymnasium sollte der Ausbildung des Priesternachwuchses dienen. Doch erst 1660 konnte einer seiner Nachfolger diese Absicht realisieren. Die schrecklichen Jahre des Dreißigjährigen Krieges setzten Stadt und Region hart zu. 1631 eroberten die Schweden die Stadt, 1641 soll ein Wunder die Bürger und Münnerstadt vor großem Unheil bewahrt haben. Jetzt kehrten die Augustiner zurück (1652), bauten ihr Kloster wieder auf und übernahmen 1685 Pfarrei und Gymnasium.

### 19. Jahrhundert bis zur Gegenwart
Napoleon veränderte auch Franken. Stadt und Amt Münnerstadt wurden 1803 erstmals bayerisch. Die Abtei Maria Bildhausen wurde säkularisiert, die Mönche wurden vertrieben, die Gebäude teilweise abgerissen, andere verkauft. Münnerstadt wurde 1804 Sitz eines Landgerichts. Der Deutsche Orden musste Münnerstadt verlassen, sein Besitz fiel dem Staat zu. Im Jahr 1805 fiel Münnerstadt an das neugeschaffene Kurfürstentum bzw. ab 1806 Großherzogtum Würzburg unter dem Habsburg-Lothringer Erzherzog Ferdinand. Der Wiener Kongress schlug das Großherzogtum Würzburg und damit Münnerstadt endgültig dem neuen Königreich Bayern zu. Die Stadt wurde Verwaltungszentrum für die ländliche Umgebung, verlor aber immer mehr von ihrer früheren Bedeutung und wurde im frühen 20. Jahrhundert eine kleine Landstadt im neuen Kreis Bad Kissingen. 

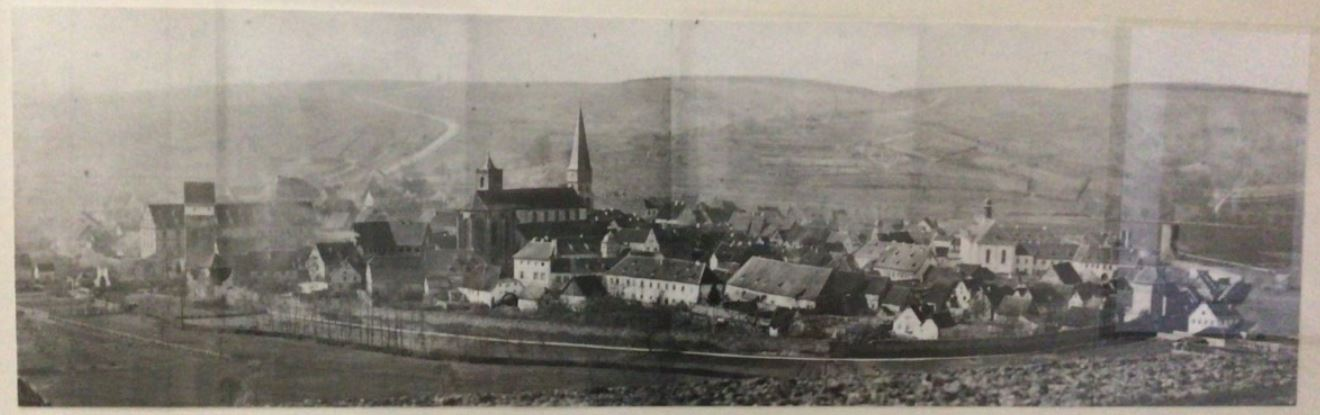
Älteste bekannte Aufnahme von Münnerstadt durch Johann Aquilin Glückstein vor 1873

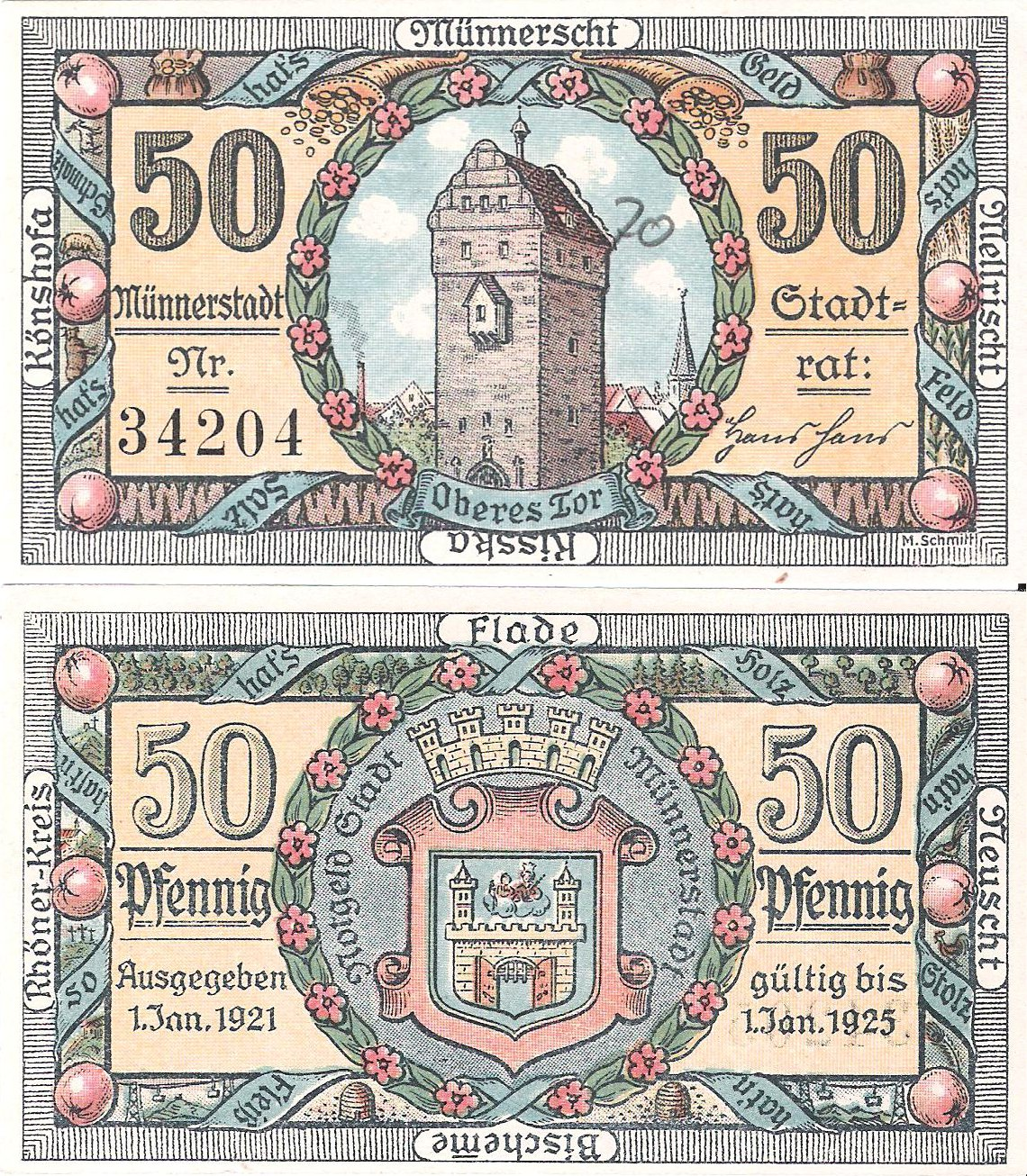
Notgeld 1920, 50 Pfennig-Schein

1874 wurde die Bahnstrecke Würzburg/Schweinfurt-Meiningen/später Erfurt eröffnet, Münnerstadt wurde Bahnstation an der Verbindung Stuttgart–Berlin, zeitweise Haltebahnhof der Schnellzugverbindung Stuttgart–Berlin.
Am 8. April 1945 eroberte die 14th Armored Division der United States Army, welche drei Tage zuvor bei Gemünden den Main überquert hatte, die Stadt. Einhergehende Bombardierungen und Beschuss veränderten das Stadtbild erheblich. Wertvolle Bausubstanz, wie etwa die Marienkapelle, manche Wohnhäuser und eines der vier Stadttore, ging verloren.
Nach der deutschen Teilung lag Münnerstadt kurze Zeit später an der innerdeutschen Grenze, alte Verbindungen nach Südthüringen waren auf Jahrzehnte unterbrochen. Betriebe, vor allem aus dem Osten Deutschlands, siedelten sich in der Stadt an. Aus der bürgerlich geprägten Gemeinde wurde ein Standort von Firmen mit bundesweiter Bedeutung.
Am 1. Januar 1972 bildete die Stadt mit zehn Gemeinden aus dem Umland auf freiwilliger Basis die heutige Stadt Münnerstadt mit ca. 95 km² Fläche und etwa 8300 Einwohnern. In die neuen Gemeindeteile floss Geld für den Bau von Einrichtungen der Wasserversorgung und der Abwasserbeseitigung, von Straßen und Gemeindehäusern sowie für Dorferneuerungen (Brünn, Kleinwenkheim, Großwenkheim, Wermerichshausen). Ab 1990 konnte der immer stärker werdende Verkehr über eine Entlastungsstraße um die Altstadt herum geleitet werden, die fast 50 Jahre durch die deutsche Teilung zwischen Mellrichstadt und Rentwertshausen unterbrochene Bahnstrecke nach Meiningen und Erfurt wurde 1991 wieder eingleisig eröffnet.

### Einwohnerentwicklung
Im Zeitraum 1988 bis 2018 sank die Einwohnerzahl von 7734 auf 7606 um 128 Einwohner bzw. um 1,7 %. 1998 hatte die Stadt 8331 Einwohner.
Quelle: BayLfStat

## Religion
Die Mehrheit der Bevölkerung ist römisch-katholisch. Innerhalb der katholischen Gemeinde gibt es eine Gruppe, die den Gottesdienst nach byzantinischem Ritus feiert. Knapp 20 % der Bevölkerung sind evangelisch, hauptsächlich evangelisch-lutherisch. Einige wenige gehören anderen Religionen an oder sind ohne Bekenntnis.

## Politik

### Stadtrat

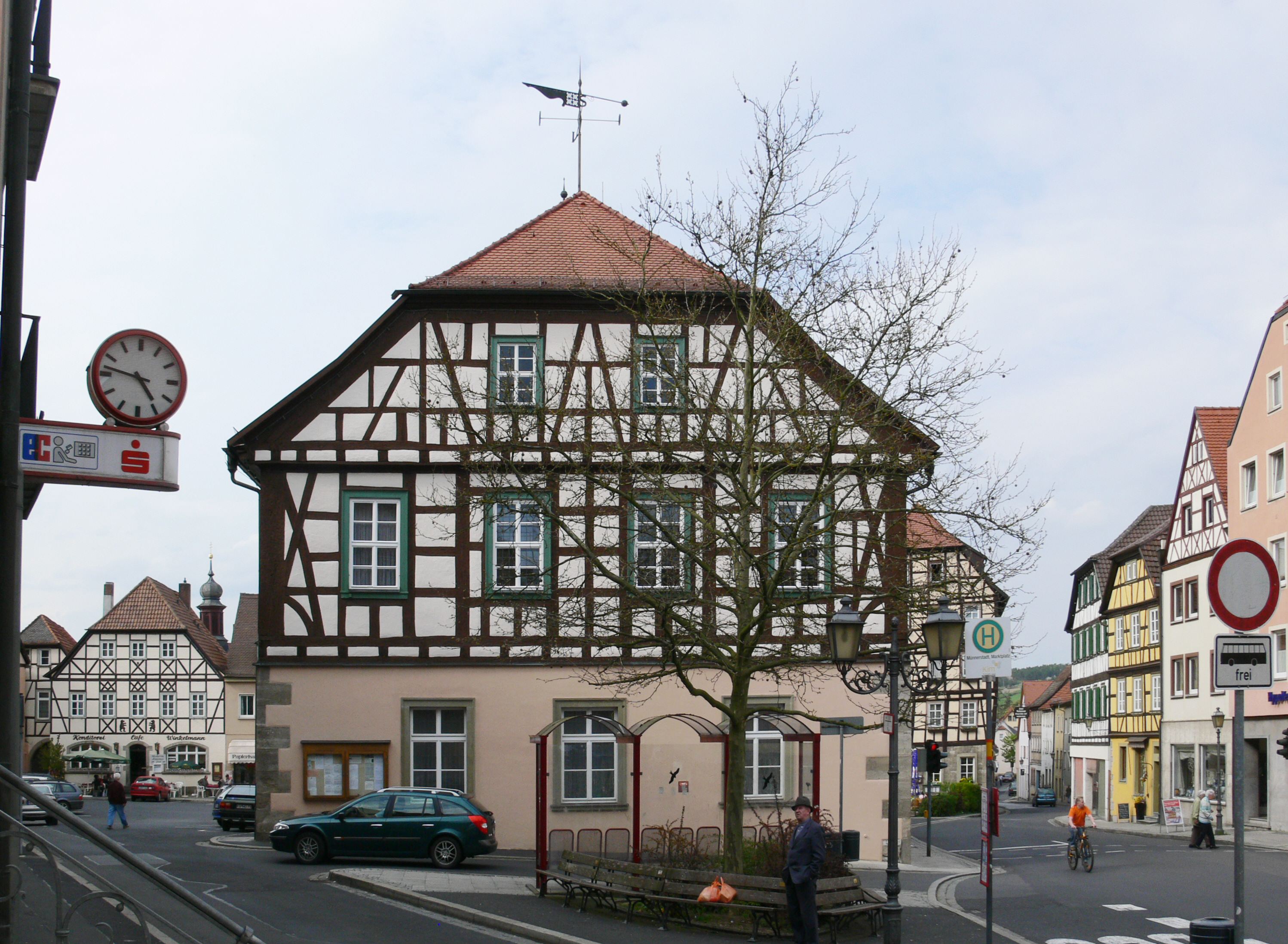
Rathaus Münnerstadt

Nach den Kommunalwahlen in Bayern 2020 am 15. März 2020 verteilen sich die 20 Sitze des Stadtrates wie folgt:
| Christlich-Soziale Union in Bayern (CSU)             | 7 Sitze |
| Freie Wähler Bayern (FREIE WÄHLER/FW MÜNNERSTADT)    | 4 Sitze |
| Bündnis 90/Die Grünen (GRÜNE)                        | 2 Sitze |
| Forum Aktiv Münnerstadt und Stadtteile (Forum aktiv) | 2 Sitze |
| Neue Wege (NW)                                       | 2 Sitze |
| SPD Bayern (SPD)                                     | 2 Sitze |
| Die PARTEI Münnerstadt (Die PARTEI)                  | 1 Sitz  |

### Bürgermeister
Erster Bürgermeister ist Michael Kastl (CSU), erstmals gewählt am 15. März 2020 mit 51,4 %. Stellvertreter sind Andreas Trägner (Freie Wähler) und Axel Knauff (SPD).

### Städtepartnerschaften
- Frankreich: Stenay
- Ungarn: Mosonmagyaróvár, Partnerschaft durch jährlichen Schüleraustausch des Johann-Philipp-von-Schönborn-Gymnasiums mit dem Kossuth-Lajos-Gymnasium

## Wappen
| Wappen von Münnerstadt | Blasonierung: „In Rot eine silberne Torburg mit zwei spitzbedachten Türmen und offenem Tor mit silbernem Fallgatter; zwischen den Türmen auf silbernen Wolken sitzend die blau gekleidete, golden gekrönte Heilige Maria, die auf der Rechten das golden gekrönte, eine goldene Weltkugel haltende Kind, in der Linken das goldene Zepter trägt.“ |
| Wappen von Münnerstadt | |

## Kultur und Sehenswürdigkeiten

### Theater
- Die Schutzfrau von Münnerstadt (fränkisches Heimatspiel aus der Schwedenzeit): Die vor 300 Jahren entstandene Legende von der wunderbaren Rettung der Stadt wird jährlich Ende August und Anfang September wieder lebendig. Mehr als 200 Bürger stellen in farbenprächtigen Kostümen die packende Geschichte auf einer Freiluftbühne am Anger dar.[11]

### Museen
- Henneberg-Museum im Deutschordensschloss[12][13]

### Musik
- Musikschule
- Stadtkapelle
- Big Band des Johann-Philipp-von-Schönborn-Gymnasiums
- Ensemble Vokal Münnerstadt, Ltg. Regionalkantor Peter Rottmann
- Konzertreihe „Klangraum Stadtpfarrkirche Münnerstadt“

### Bauwerke

#### Kirchen

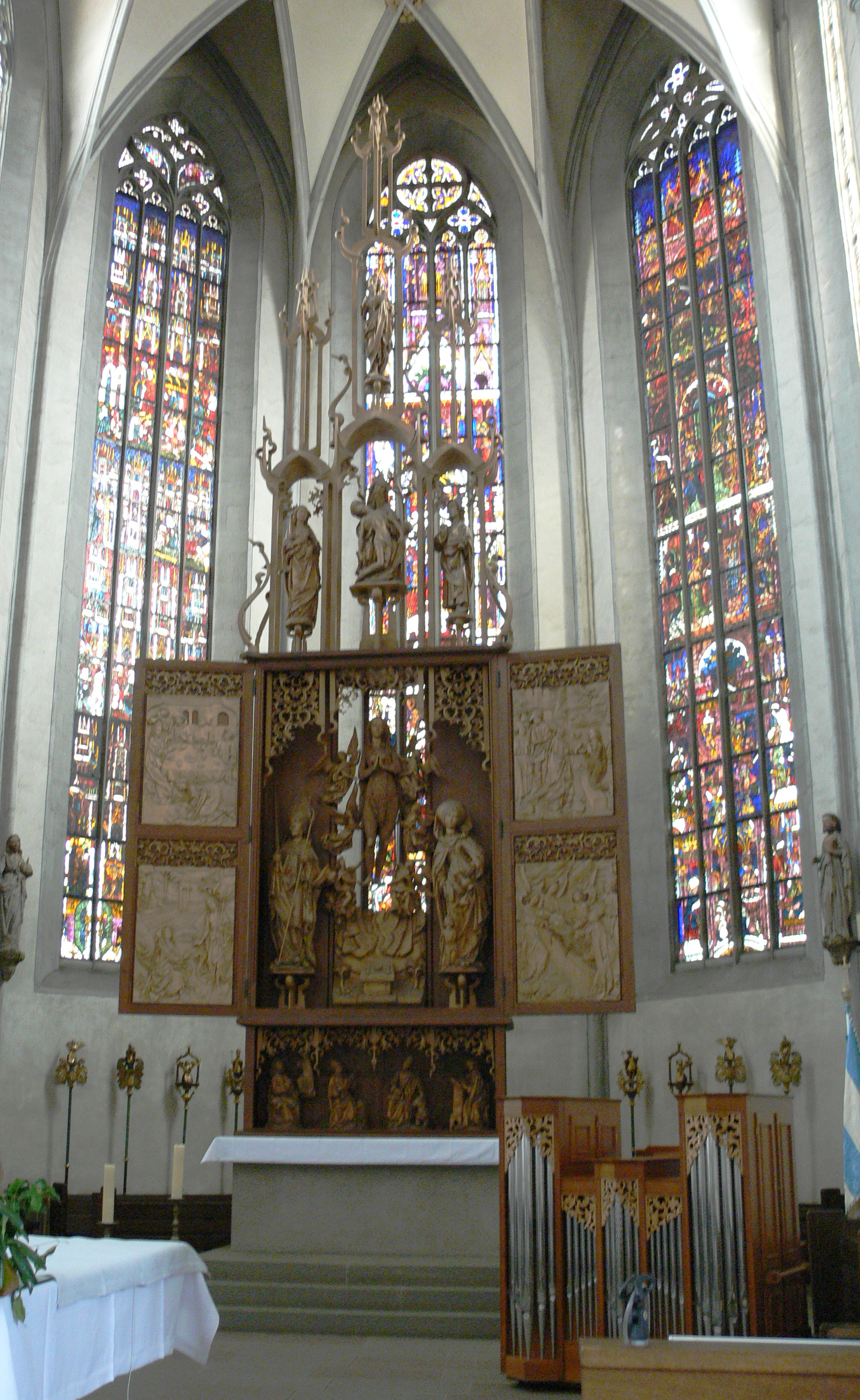
Riemenschneider-Altar in der Stadtpfarrkirche St. Maria Magdalena, unter anderem mit der Darstellung des Gastmahls im Haus des Simon

- Stadtpfarrkirche St. Maria Magdalena, Baubeginn 12./13. Jahrhundert, davon noch erhalten: Romanisches Westportal im Erdgeschoss des Westturmes, sogenannte Schunter-Kapelle mit Ölberg (um 1430), gotischer Chor (1428–1446) mit prächtigen Glasfenstern (um 1420), neu gestalteter Magdalenenaltar von Tilman Riemenschneider (1490/92, erster Großaltar des Würzburger Künstlers), vier Tafelgemälde von Veit Stoß (1504, Kilianslegende), 16 Zunftstangen (16.–18. Jahrhundert), Apostelfiguren aus Ton (um 1420), Umbau des Langhauses durch Julius Echter zwischen 1608 und 1612, Grisaille-Malereien, Grabmale, Taufstein (1613)
- Auferstehungskirche, evangelische Kirchengemeinde
- Klosterkirche St. Michael, ein Kleinod fränkischen Rokokos
- St. Cyriakus im Ortsteil Althausen
- Talkirche zum Hl. Kreuz im Rannunger Tal

#### Profanbauten

##### Stadttore

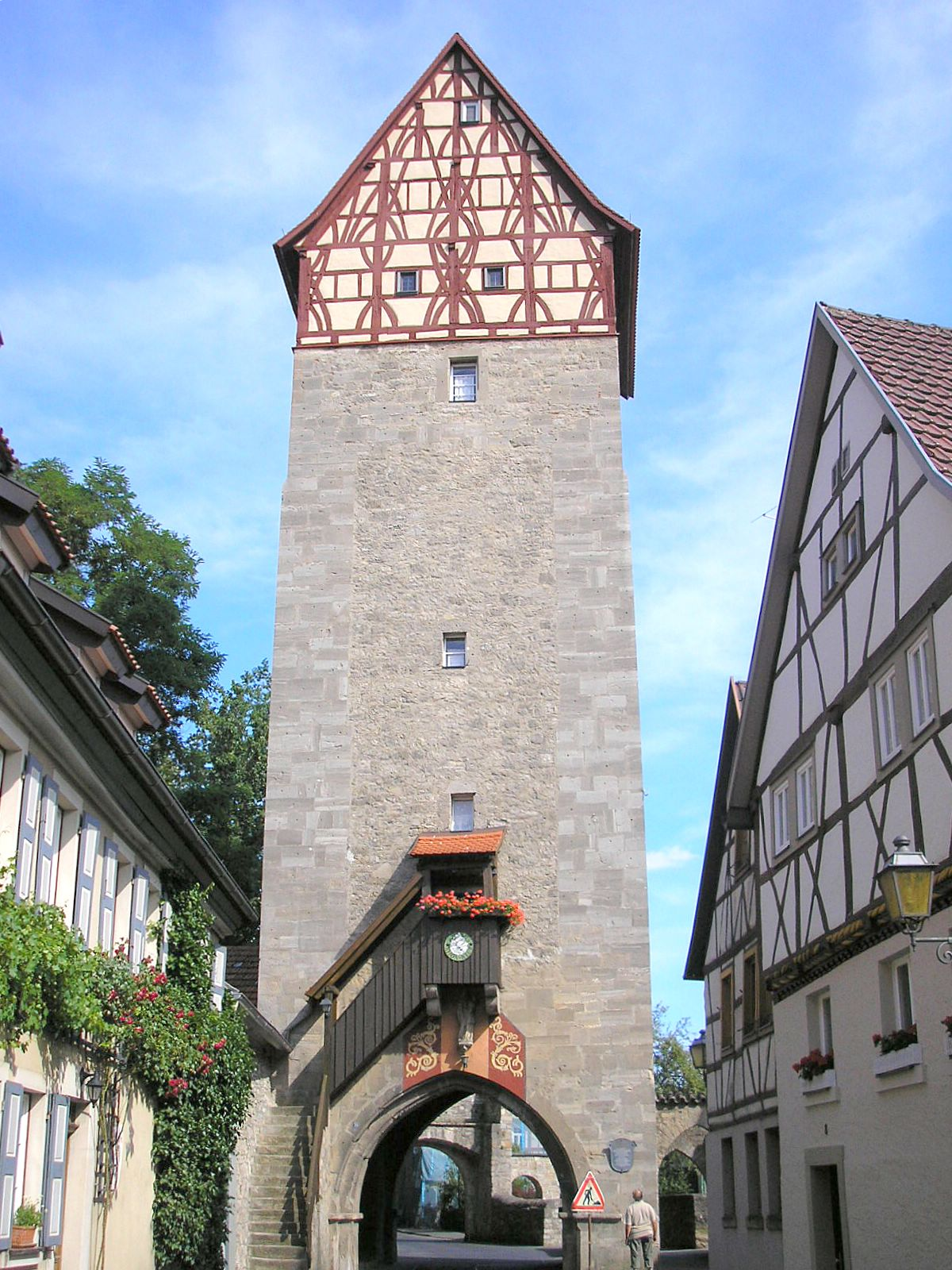
Das „Jörgentor“ mit seinem Fachwerkaufbau von 1570

- Jörgentor (Stadttor Richtung Osten), Jörgentorgasse/Friedhofstraße, ehemaliges Vereinsheim des Rhönklub-Zweigvereins Münnerstadt.[14]
- Oberes Tor (Stadttor Richtung Süden), Kissinger Straße/Veit-Stoß-Straße, 35 Meter hoch, erbaut Mitte des 13. Jahrhunderts.[15]
- Dicker Turm (Stadttor Richtung Nord-West), ältestes Stadttor (um 1240), später Lochgefängnis, ehemaliger Teil des Jugendhauses am Dicken Turm. Aktuell wird das ehemalige Jugendhaus am Dicken Turm zu einer Einrichtung für Betreutes Wohnen umgebaut.[16]
- Unteres Tor (Stadttor Richtung Norden), Riemenschneiderstraße/Meininger Straße, auf Höhe Café Tilman. Dieses Stadttor wurde zum Ende des Zweiten Weltkrieges von den US-Streitkräften gesprengt, um eine Durchfahrt für Panzer in den ansonsten unzugänglichen Stadtmauerring zu schaffen.[17]

##### Stadtbild
- Mittelalterliches Stadtbild mit vielen Fachwerkhäusern
- Weitgehend erhaltene Stadtmauer
- Deutschordensschloss: Deutschherrnstraße/Schwesterngasse, ehemalige Kommende des Deutschen Ordens, seit 1923 beherbergt es das Henneberg-Museum[18]
- Rathaus am Marktplatz, historisches Rathaus in Fachwerkbauweise und Windfahne mit Richtungsbezeichnung WOSN, errichtet um 1469, bekannt aus der Lokalsage von den Münnerstädter Nägelsiedern
- Zehntscheune am Hafenmarkt, Zehntscheune der Würzburger Bischöfe, prächtiger Treppengiebel, errichtet 1648–1699 mit den Steinen der Talburg der Henneberger Grafen, die ab 1100 auf dem aufgeschütteten Hügel stand, beherbergt heute die Städtische Musikschule, die Heimatspielgemeinde, die Stadtkapelle, sowie die Freiwillige Feuerwehr Münnerstadt. Früher war hier auch die Volksschule sowie die Rettungswache des Roten Kreuzes
- Landgerichtsgebäude am Anger, ab 1588 Sitz des Amtmannes des Bischofs von Würzburg, 1744/48 in barockem Stil neu gebaut, bis 1973 Sitz eines Amtsgerichts
- Heimatspielhaus, Am Anger, im Kern gotischer Bau, Fachwerkfassade von 1800
- Henneberger Hof, Jörgentorgasse, Wohnhaus des hennebergischen Amtmannes mit Henneberger Wappen über dem Tor und große Zehntscheune mit neu gestalteter Durchfahrt, von 1600 bis 1689 Sitz des Pfarrers, von 1660 bis 1689 Sitz des Gymnasiums, jetzt Wohnhaus
- Juliusspital, gegründet 1280, früher Alten- und Siechenheim (1345 Leprosen- bzw. Sondersiechenhaus)[19], jetzt Altersheim, Dachreiter
- Kelterhalle, ehemaliges Keltergebäude des Klosters, errichtet Mitte des 16. Jahrhunderts, dann Bierkeller, bis 1349 stand hier die Synagoge der Münnerstädter Juden, ab 1351 erstes Rathaus der Stadt
- Alte Aula des ehemaligen Gymnasiums (1689) mit hervorragender barocker Stuckdecke von Zeni (1692/93), heute Nebenstellen der Stadtverwaltung und öffentliche Stadtbücherei.
- Schlegelwarte, ein 12 Meter hoher ehemaliger Wartturm nordöstlich von Münnerstadt, der heute als Aussichtsturm zugänglich ist

### Parks
- Hindenburgpark, Friedrich-Abert-Straße/Maitalweg, idyllische Parkanlage unter alten Baumriesen, Kinderspielplatz
- Jörgentorpark, Friedhofstraße/Leitschuhweg, Parkanlage am Jörgentor, am Zusammenfluss von Thalwasserbach und Lauer-Nebenarm, Kinderspielplatz

### Sport
Stärkste Institution im Bereich Sport ist der TSV Münnerstadt, der von Leichtathletik über Tennis bis hin zu Fußball viele unterschiedliche Angebote erbringt. Von 2010 bis 2015 fand jährlich der Braveheartbattle statt.
In Münnerstadt ist eine der ältesten Schützengesellschaften Bayerns, die kgl.priv. (königlich privilegierte) Schützengesellschaft Münnerstadt, gegründet 1356, ansässig.
Münnerstadt ist außerdem seit 1991 der Sitz der ersten Hornussergesellschaft außerhalb der Schweiz.
Zahlreiche Wege um Münnerstadt laden Radsportler, Läufer und Inline-Skater zu kleinen und großen Touren ein.
Das städtische Hallenbad wurde 2010 aufgrund baulicher Mängel sowie aus Kostengründen stillgelegt; 2016 beschloss der Stadtrat den Abriss.

### Kulinarische Spezialitäten
- „Mürschter Urstoff“: Klosterbier in Bügelflasche
- diverse Obstbrände aus einheimischer Familien-Brennerei

### Lokalsage der Mürschter Nägelsieder
Von den Kriegswirren der Bauern- und Schwedenkriege im 16. Jahrhundert wird folgendes Ereignis nacherzählt: Eine ältere Frau hätte gerne ihre Ersparnisse, Gold und Silbergeld, ihren Schmuck, Broschen und Ketten vor den Feindsoldaten retten wollen, denn diese plünderten die Häuser und schlugen alles kurz und klein. Sie überlegte, wie sie den Feind überlisten könne. Da kam ihr der Gedanke, die Wertsachen in einen eisernen Hängetopf zu legen, Wasser einzugießen und obenauf eine Schicht mit alten, verrosteten Nägeln zu streuen. Sie hing den Topf über das Kaminfeuer, nahm einen alten Löffel und, als die Soldaten eintraten, rührte sie damit zum Schein in dem Topf herum. Die Soldaten gingen auf sie zu und wollten wissen, was sie denn da kochen würde. Sie antwortete, sie würde Nägel sieden, damit sie weich würden, um sie wieder gerade biegen zu können. Als die Soldaten die krummen Nägel sahen, lachten sie, wünschten guten Erfolg und sagten beim Weggehen: „Das alte Weib ist ja verrückt“. Sie ließen die Frau in Ruhe. So rettete diese ihren Goldschatz vor den Plünderern. Nach dem Krieg erzählte die Frau die Geschichte ihren Verwandten, diese erzählten sie weiter und über Generationen blieb diese Anekdote bis heute bekannt. Durch diese Begebenheit erhielten die Münnerstädter ihren Spitznamen: die Nägelsieder.
Diese Version der Lokalsage wurde laut Münnerstädter Stadtarchiv am 15. Juli 1979 von Leander Glückstein (geb. 23. Februar 1903) nacherzählt und aufgezeichnet. Leander Glückstein war Nacherzähler von seinem Vater Ambros Glückstein (geb. 6. Dezember 1842) bzw. seinem Großvater Aquilin Glückstein (geb. 23. April 1791).

## Wirtschaft und Infrastruktur

### Verkehr

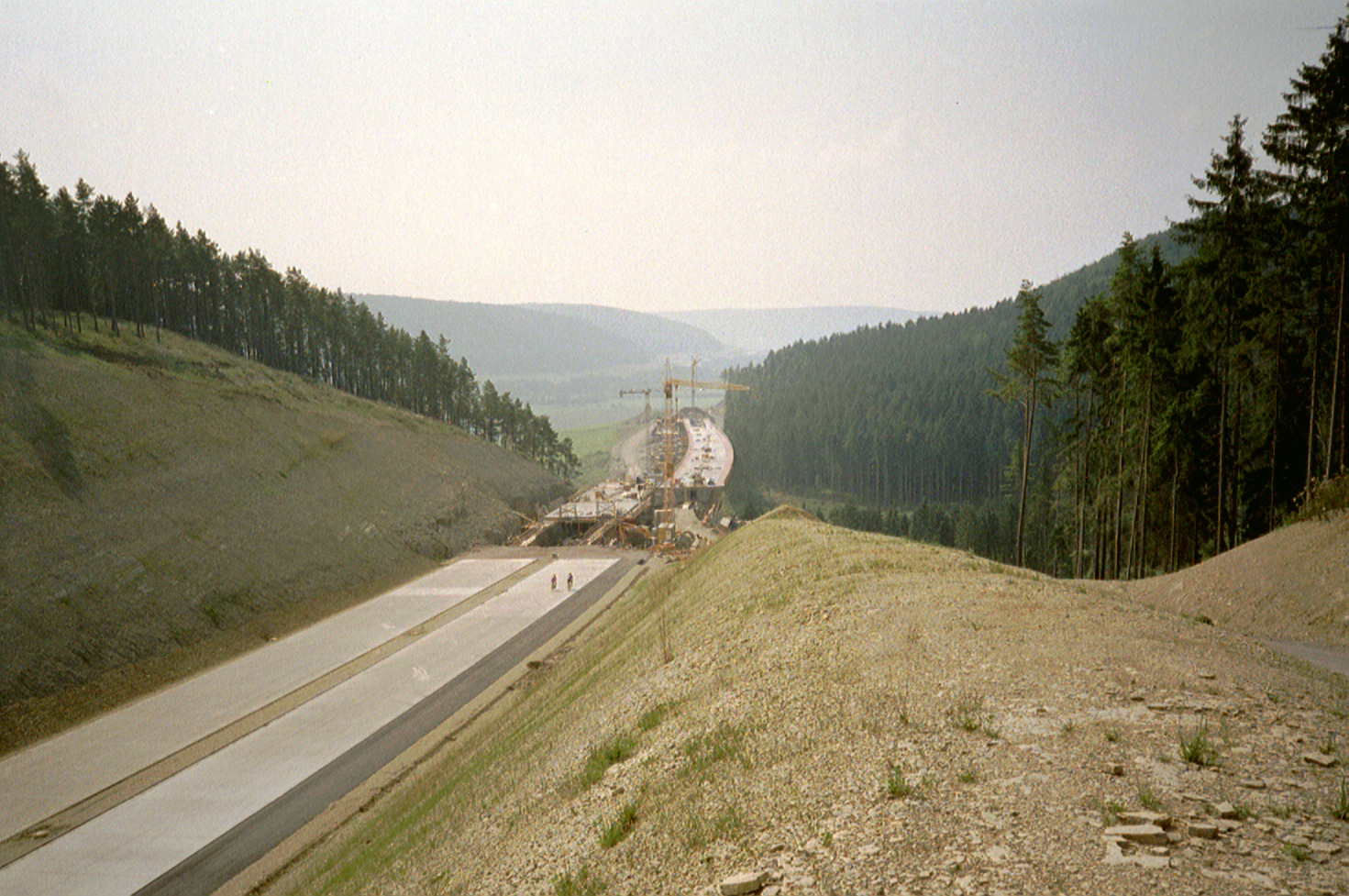
Verkehrsprojekt Deutsche Einheit Nr. 16, Thüringer-Wald-Autobahn A 71 Erfurt–Schweinfurt, 2002 im Bau

Münnerstadt liegt an der Bundesstraße 287 (Hammelburg–Bad Kissingen–Münnerstadt), vormals Bundesstraße 19 (Eisenach–Kleines Walsertal), sowie an der Bundesautobahn 71 (Erfurt–Schweinfurt), mit der zwei Kilometer östlich liegenden Lauertalbrücke. Die Autobahn wurde als Verkehrsprojekt Deutsche Einheit Nr. 16 am 13. Dezember 2005 in der gesamten Länge von Schweinfurt bis Erfurt für den Verkehr freigegeben. Die Stadt hat eine nach ihr benannte Ausfahrt nördlich der Altstadt, 200 m östlich der historischen Spitalmühle an der Lauer, angeschlossen an die B 287.
Münnerstadt liegt an der historischen Chaussee Würzburg–Meiningen von 1796. Die Straße wurde später ein Abschnitt der Reichsstraße 19 von Berlin zum Kleinen Walsertal und danach ein Abschnitt der verkürzten Bundesstraße 19. Mit dem Bau der A 71 von Schweinfurt nach Erfurt wurde die Bundesstraße im Großraum Schweinfurt bedeutungslos und in Abschnitten zurückgestuft, bis hin zur Kreisstraße. Charakteristisch für die Chaussee bei Münnerstadt (5 km südlich) ist das sogenannte Lange Schiff, ein schnurgerader Streckenabschnitt, der ein breites Tal quert. Wegen eines speziellen optischen Effekts beim Durchfahren auch Himmelsleiter genannt.
Zudem liegt Münnerstadt an der ehemals zweigleisigen Bahnstrecke Schweinfurt–Meiningen, die nach dem Zweiten Weltkrieg auf ein Gleis zurückgebaut und wegen der deutschen Teilung zwischen Mellrichstadt und Rentwertshausen bis 1991 unterbrochen war. Heute bietet die Deutsche Bahn zwischen Würzburg und Erfurt auf der mittlerweile auf 160 km/h ausgebauten Strecke schnelle Verbindungen mit Neigetechnik-Zügen der Baureihe 612 (Regio-Swinger) im Zwei-Stunden-Takt an. Das Angebot ergänzte die Erfurter Bahn mit ihren Regio-Shuttle-Triebwagen vom Typ RS1, genannt Unterfranken-Shuttle, zwischen Schweinfurt und Meiningen, so dass (Stand 2020) Münnerstadt mehrmals stündlich per Bahn erreicht werden kann.
Im Busverkehr wird Münnerstadt hauptsächlich von der Buslinie 8147 Bad Kissingen–Seubrigshausen bedient. Weitere Linien führen nach Bad Neustadt an der Saale und Richtung Bad Bocklet, sowie nach Maßbach. Diese sind jedoch hauptsächlich auf die Schülerbeförderung ausgelegt und nicht vertaktet.
Münnerstadt ist an das Radwege-Netz mit Strecken von unterschiedlichen Längen und Schwierigkeitsgraden angebunden, unter anderem mit dem Lauertal-Radwanderweg. Durch Münnerstadt führt der Fränkische Marienweg.

### Bildung
Neben dem Johann-Philipp-von-Schönborn-Gymnasium, das 1660 vom Würzburger Fürstbischof gegründet wurde, sind eine Grund- und Mittelschule sowie ein Berufsbildungszentrum und eine Musikschule in Münnerstadt ansässig.
Im Februar 2005 wurde das Bundesausbildungszentrum der Bestatter in Münnerstadt eröffnet. Diese Einrichtung, die durch die Neuschaffung des Ausbildungsberufs Bestattungsfachkraft 2003 notwendig wurde, ist zusammen mit dem Lehrfriedhof, der bereits 1994 angelegt wurde, weltweit einzigartig.

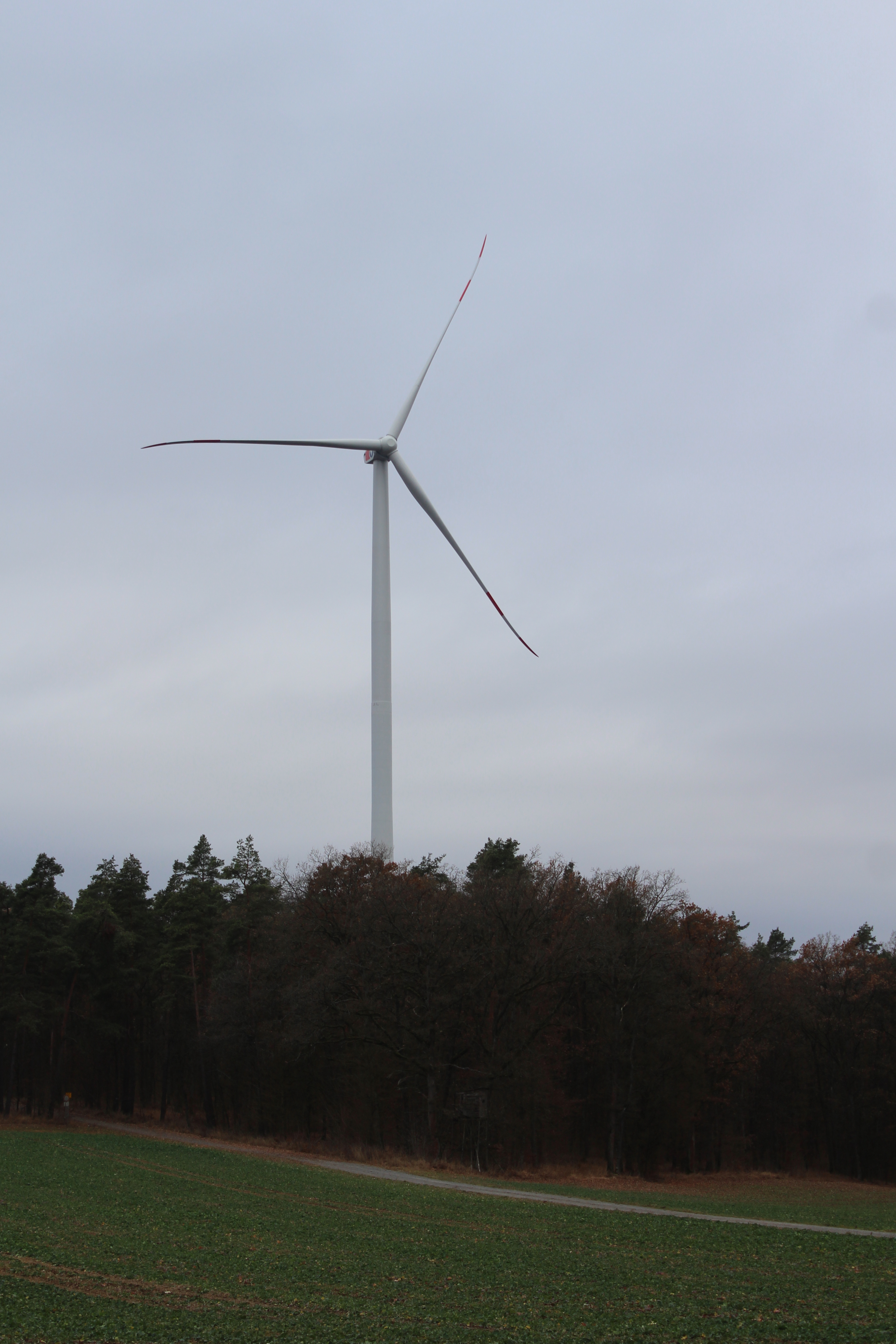
Windkraftanlage des Windparks Langes Schiff

### Energie
Im Gemeindegebiet existieren zwei Windparks: der Windpark Windheim mit zwei Anlagen des Typs Nordex N117 (Nabenhöhe: 140,6 Meter, Rotordurchmesser: 116,8 Meter, Leistung: 2400 kW), die 2015 errichtet wurden und mit vier Anlagen des Typs Vestas V112 (Nabenhöhe: 119 Meter, Rotordurchmesser: 112 Meter, Leistung: 3000 kW), die 2014 errichtet wurden. Ein weiterer Windpark am „Langen Schiff“ besteht aus fünf Windkraftanlagen des Typs Vensys VE112 mit einer Nabenhöhe von 140 Metern, einem Rotordurchmesser von 112,5 Metern und einer Leistung von 2500 kW. Er wurde 2014 errichtet. Der erzeugte Strom wird über ein Umspannwerk in die 110-kV-Leitung Oerlenbach–Bad Neustadt eingespeist.

## Telefonvorwahlen
Münnerstadt ist über die Vorwahl 09733 zu erreichen. Abweichende Vorwahlen haben Windheim (09708) sowie Großwenkheim, Kleinwenkheim, Seubrigshausen und Wermerichshausen (09766).

## Persönlichkeiten

### Söhne und Töchter der Stadt
- Johann Placotomus (um 1514–1577), Mediziner und Pädagoge
- Wolfgang Amling (1542–1606), Theologe
- Plazidus I. Büchs (1627–1691), Benediktinerabt
- Georg Matthäus Gattenhof (1722–1788), Mediziner und Hochschullehrer
- Johann Peter Herrlein (1722–1799), Maler
- Johann Andreas Herrlein (1723–1796), Maler (Hofmaler) in Fulda
- Georg Anton Schäffer (1779–1836), Arzt und Abenteurer, Aufenthalte u. a. in Österreich, Türkei, Russland, Hawaii und Brasilien
- Johann Aquilin Glückstein (1791–1874), Künstler, Architekt, Baumeister und Amateurfotograf
- Johann Freiherr von Lutz (1826–1890), Vorsitzender des bayerischen Ministerrates 1884 bis 1890
- Karl Streit (1833–1902), königlich-bayerischer Regierungsrevisor, Salinenverwalter und Kunstsammler
- Friedrich Philipp von Abert (1852–1912), Theologe, Erzbischof von Bamberg
- Alfred von Göringer (1856–1932), bayerischer General der Infanterie
- Friedrich Stummer (1886–1955), katholischer Theologe
- Julius Heubach (1870–1923), Ingenieur, Werksdirektor und Titularprofessor an der TH Dresden
- Ernst Riegel (1871–1939), Goldschmied, Bildhauer und Kunstprofessor
- Willi Krug (1894–1974), Elektrotechniker und Hochschullehrer
- Willy Cullmann (1905–1992), Botaniker und Sachbuchautor
- Will Höhne (1909–1993), Schlagersänger der 1950er Jahre (Der Theodor im Fußballtor; Nimm mich mit, Kapitän)
- Richard Trommer (1910/11–nach 1945), KZ-Arzt und Hauptsturmführer der SS
- Josef Schreiner (1922–2002), Theologe in Würzburg und Münster
- Anton Schlembach (1932–2020), Theologe, Bischof von Speyer
- Eicke Weber (* 1949), Physiker, Professor in Berkeley und Freiburg, Institutsleiter der Fraunhofer-Gesellschaft
- Michael Eckert (* 1951), Professor für katholische Theologie an der Universität Tübingen
- Jürgen Schmitt (* 1954), Komponist, Pianist, Professor an der Hochschule für Musik zu Würzburg
- Martin Kübert (* 1956), Jazz- und Weltmusiker
- Lutz Johannsen, geb. Streit (* 1960), Politiker (SPD), Hamburg
- Hartmut Guhling (* 1968), Richter am Bundesgerichtshof

### Ehrenbürger
- 1949: August Neumann (1875–1956), Kaufmann
- 1978: Alfred Neumann (1902–1980), Kommunalpolitiker
- 1983: Anton Schlembach (1932–2020), Bischof von Speyer
- 1987: Friedrich Philipp von Abert (1852–1912), Erzbischof von Bamberg
- 1996: Ferdinand Betzer (1933–2013), Bürgermeister von Münnerstadt (1972 bis 1996)[23]

### Mit Münnerstadt verbunden
- Julius Emes (um 1580–nach 1629), Bildhauer und Bildstockmeister, lebte wohl lange Zeit in Münnerstadt und erhielt hier auch seine Ausbildung
- Josef Gutenäcker (1800–1866), Lehrer und Schriftsteller, Gutenäcker wirkte ab 1825 als Lehrer am Gymnasium Münnerstadt und schrieb eine Geschichte über die Schule